# Fiordo de Castro
El fiordo de Castro es un fiordo chileno que se forma entre la península de Rilán y la isla Grande de Chiloé y está ubicado en la Región de Los Lagos, en la provincia de Chiloé. Tiene 21 km de largo y se conecta por el sur con el canal Yal y el canal Lemuy. Alberga en sus riberas la capital de Chiloé, Castro, y otros sectores de esa comuna, así como algunas localidades de la comuna de Chonchi.

## Marea baja
En las horas de marea baja, el agua retrocede aproximadamente 500 mt, dejando al descubierto el fondo marino y siendo de provecho para los mariscadores de la zona, que recolectan distintas especies de mariscos y por algunas aves, que buscan alimento.

## Turismo y navegación
El fiordo es navegado con frecuencia por catamaranes, lanchas y distintas embarcaciones. Sin embargo, en el último periodo ha ido en incremento el arribo de los cruceros internacionales, como el National Geographic explorer, que inauguró la temporada de los cruceros en la zona, a finales del año 2017.

## Reserva natural
Al final del fiordo, se encuentra ubicado Putemún, uno de los diez humedales orientales de Chiloé y que forma parte de la red hemisférica de reservas para aves playeras. Algunas de las especies  que utilizan el humedal son: El zarapito pico recto, el zarapito trinador, el flamenco chileno, el rayador americano, el chorlito chileno y el cisne cuello negro.